# Renault Laguna Coupé Concept
La Renault Laguna Coupé Concept è una concept car prodotta dalla casa automobilistica francese Renault e presentata per la prima volta al pubblico al salone dell'automobile di Francoforte nel settembre del 2007.

## Contesto
Costruita sulla stessa piattaforma della Renault Laguna introdotta nel 2007, la Laguna Coupé Concept rappresenta la visione di Renault di una coupé gran turismo di alta gamma, progettata per gli automobilisti che cercano prestazioni, piacere di guida e raffinatezza, combinando innovazione tecnologica e stile. Nella sua versione di serie, l'auto era destinata a competere, tra gli altri, con la Peugeot 407 Coupé. La versione di produzione venne lanciata sul mercato nel novembre 2008. 

## Stile
Il design della Laguna Coupé Concept si ispira alla concept car Fluence del 2004. Con una lunghezza di 4685 mm, la vettura si distingue per un profilo fluido ed elegante, accentuato da un cofano lungo e un posteriore molto corto.  Le portiere adottano un sistema di apertura a farfalla. 
L'interno della Laguna Coupé Concept rappresenta esattamente ciò che ci si aspetta dall'abitacolo di una coupé di alta gamma. Il cruscotto riprende le principali caratteristiche stilistiche della Laguna di terza generazione, ma in modo più esclusivo. La forma a onda della fascia centrale è il tema dominante, mentre due bocchette laterali chiudono una lunga bocchetta di climatizzazione che percorre tutta la larghezza del parabrezza. Un ampio schermo al centro del cruscotto, oltre a visualizzare informazioni di viaggio (navigazione, radio, lettore multimediale e collegamento al telefono via Bluetooth), mostra anche immagini ambientali ispirate alla terapia della luce. I comandi del climatizzatore si trovano al centro del cruscotto, in una sezione dedicata facilmente identificabile. La strumentazione della Laguna Coupé Concept è composta da due quadranti in parte analogici e in parte digitali, frutto di una tecnologia di alta precisione paragonabile a quella dell'orologeria. Con le loro cornici in alluminio opaco, i quadranti sono protetti da una copertura trasparente lucida che lascia passare la luce e contribuisce a creare una sensazione di profondità. I quattro sedili separati, disposti su due file in modo asimmetrico, sono integrati nel telaio e avvolgono perfettamente i loro occupanti. Gli schienali dei sedili anteriori, il cui colore richiama il bianco alluminio della carrozzeria, ruotano per facilitare l'accesso ai sedili posteriori, con il cuscino del sedile anteriore che scorre automaticamente in avanti. Tra i due sedili posteriori è presente uno sportello per gli sci. I passeggeri posteriori possono guardare i contenuti sui lettori multimediali Samsung integrati nei sedili anteriori. Il lungo tunnel centrale, che ospita la leva del cambio, il pulsante Start/Stop e i comandi della navigazione retroilluminati, funge da collegamento tra la parte anteriore e posteriore dell'abitacolo. 

## Caratteristiche tecniche
Renault ha scelto la Laguna Coupé Concept per presentare in anteprima il suo motore V6 dCi da 3,0 L, risultato della collaborazione con Nissan, in grado di erogare una potenza massima di 265 CV e una coppia massima di 550 Nm. Capace di accelerare da 0 a 100 km/h in sette secondi, il motore risponde immediatamente all'apertura dell'acceleratore. La potenza viene trasmessa attraverso un cambio automatico a sei velocità. Le emissioni di CO2 risultano inferiori a 200 grammi per chilometro. 
Sviluppata sulla stessa piattaforma della Laguna III, la Laguna Coupé Concept è la prima auto a utilizzare il telaio a quattro ruote sterzanti Active Drive. Questa soluzione tecnologica, sviluppata dagli ingegneri di Renault Sport, garantisce una maggiore manovrabilità e una solida tenuta di strada.